# Собор Введення в храм Пресвятої Діви Марії (Натал)
Собор Введення в храм Пресвятої Діви Марії або Новий собор, Собор нового міста (порт. Catedral Metropolitana de Natal, Catedral Nova ou Catedral Nova Cidade) — католицька церква, що знаходиться в житловій частині міста Натал — столиці штату Ріу-Гранді-ду-Норті, Бразилія. Церква Введення в храм Пресвятої Діви Марії є кафедральним собором архієпархії Натала.

## Історія
Церква Введення в храм Пресвятої Діви Марії в Наталі освячена 21 листопада 1988. В даний час на нижньому поверсі церкви розташовується єпархіальне управління та різні церковні організації.
13 жовтня 1991 Собор відвідав Римський папа Іоанн Павло II, який у цей час відправляв третій пастирський візит до Бразилії.